# Cataclysme
Cataclysme là một chi bướm đêm thuộc họ Geometridae.

## Các loài tiêu biểu
- Cataclysme dissimilata (Rambur, 1833)
- Cataclysme riguata (Hübner, [1813])[1]
- Cataclysme shirniensis Ebert, 1965[1]
- Cataclysme uniformata (Bellier, 1862)